# 프티코두스

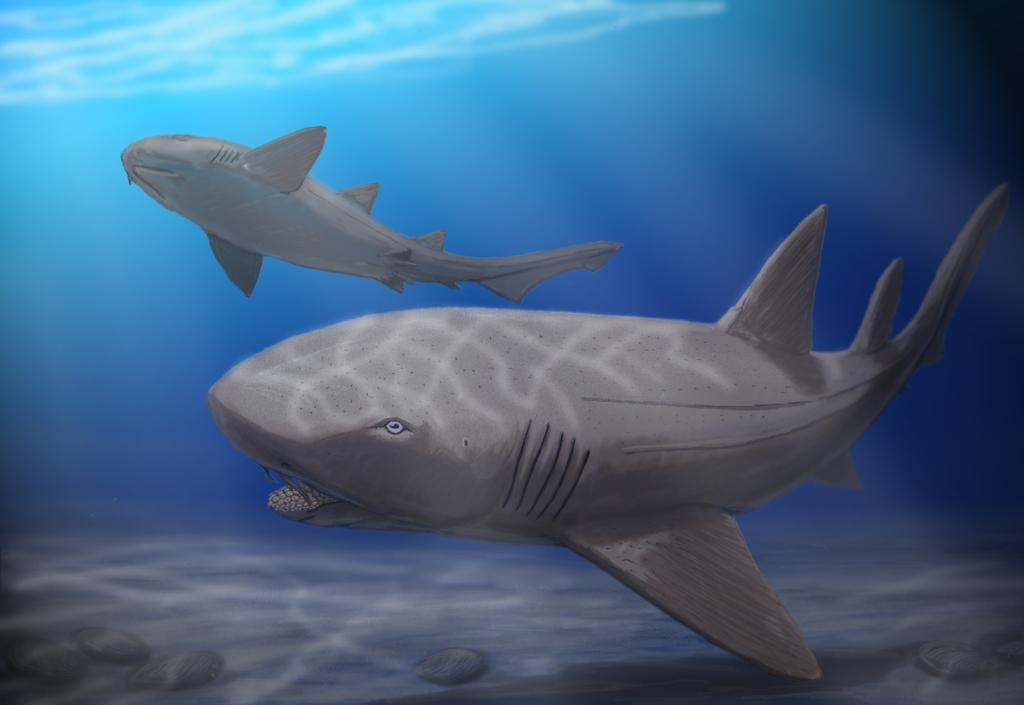

프티코두스(학명:Ptychodus anonymus)는 히보두스목 프티코두스과에 속하는 물고기이다. 지금은 멸종된 거대한 상어로 이전에는 최대 몸길이가 10m에 달한다고 알려졌으나 정확한 추정치라고 할 수는 없기에 최대 몸길이는 알 수 없다.

## 특징
프티코두스는 분쇄기와 같은 이빨을 가진 것이 특징으로 다른 이름으론 분쇄기상어라는 이름으로도 불린다. 태어나서 성장속도는 매우 느렸던 어종으로 유어로 태어나서 몇 년은 빠르게 성장하다가 그로부터 몇 년후에는 성장 속도가 느렸던 상어이다. 현생의 백상아리보단 더 크지만 고래상어나 돌묵상어에 비해선 크기가 작았으며 이빨이 백상아리처럼 큰 먹이까지 질근질근 씹어먹을 수가 있는 구조가 아니라는 것에서 가장 큰 차이점이 있다. 동시대에 살았던 상어와 삶이 일치했던 상어이기도 하다. 동시대에 살았던 상어들처럼 도리저리한 비늘로 덮여 있었고 큰 카스틸라기 스킬레톤으로 보강하여 등지느러미를 따라 큰 가시가 존재했던 상어이다. 먹이를 얻기 위해선 거대한 입을 이용해 여과 섭식을 하는 현생의 고래상어, 돌묵상어, 넓은주둥이상어와는 달리 프티코두스는 제법 큰 이빨을 통해 먹이를 분쇄하여 먹는 상어였다. 프티코두스의 위턱과 아래턱의 양턱에는 무수하게 즐비한 이빨들이 나 있었으며 그 중에서 220개의 이빨은 아래턱에 존재하였고 위턱에는 260개의 이빨이 나 있었으며 도합 480개의 많은 이빨들을 가지고 있었다. 무수하게 많은 치아는 크기도 컸으며 가장 큰 이빨의 크기는 길이 55cm와 너비 45m로 측정이 되었다. 프티코두스의 이빨은 오랫동안 디오돈이나 포큐피네시의 미각으로 확인이 되었으며 방어에서 몸을 팽창시키는 능력을 가지고 있었다. 고립된 이빨과 찌그러짐이 있는 조각, 석회화된 척추 중심, 치과, 석회화된 연골의 파편 등을 가지고 있었으며 속 사이에는 2개의 뚜렷한 이빨의 선들이 있었다. 하나는 나란히 놓여있고 겹치지 않는 이빨과 하나는 움직이지 않고 고정된 이빨이다. 모양이 종의 지리적 위치에 있는 식단과 일치한다고 생각하지만 그 모양은 살았던 시간뿐만 아니라 큰 부분을 가지고 있었다. 등지느러미는 2개인데 제1등지느러미와 제2등지느러미가 모두 컸으며 가슴지느러미도 컸지만 배지느러미와 항문지느러미는 작았다. 또한 몸의 전신이 보라색으로 뒤덮인 상어이기도 했다. 먹이로는 당대에 살았던 갑각류와 조개 및 작은 물고기들을 주로 잡아먹었을 육식성의 물고기로 추정이 된다.

## 생존시기와 서식지와 화석의 발견
프티코두스의 생존시기는 중생대의 백악기로 지금으로부터 약 1억전~8500만년까지 생존했던 상어이다. 생존했던 시기에는 주로 태평양, 인도양, 대서양의 모든 열대의 해역에서 서식했을 것으로 추정이 된다. 화석의 발견은 스위스의 고생물학자인 루이 아가시즈에 의해 1835년에 최초로 발견이 되었으며 미국, 브라질, 캐나다, 체코, 프랑스, 독일, 이스라엘, 인도, 일본, 요르단, 멕시코, 스웨덴 및 영국의 백악기 시절에 형성된 해양 지층에서도 이빨의 화석이 발견되었다.

## 같이 보기
- 상어
- 중생대
- 백악기
- 연골어류
- 화석